# Piotr Biesiekirski
Piotr Biesiekirski (* 25. September 2001 in Warschau) ist ein polnischer Motorradrennfahrer. Er fährt 2024 in der Supersport-Weltmeisterschaft.

## Statistik

### In der Motorrad-Weltmeisterschaft
| Saison | Klasse | Team                                    | Motorrad | Rennen | Siege | Zweiter | Dritter | Poles | Schn. Runden | Punkte | Ergebnis |
| ------ | ------ | --------------------------------------- | -------- | ------ | ----- | ------- | ------- | ----- | ------------ | ------ | -------- |
| 2020   | Moto2  | NTS RW Racing GP                        | NTS      | 7      | –     | –       | –       | –     | –            | 0      | 32.      |
| 2021   | Moto2  | Pertamina Mandalika SAG Stylobike Euvic | Kalex    | 3      | –     | –       | –       | –     | –            | 0      | 41.      |
| 2022   | Moto2  | Pertamina Mandalika SAG Stylobike Euvic | Kalex    | 2      | –     | –       | –       | –     | –            | 0      | 42.      |
| Gesamt | Gesamt | Gesamt                                  | Gesamt   | 12     | 0     | 0       | 0       | 0     | 0            | 0      |          |

### In der FIM-CEV-Moto2-Europameisterschaft
| Saison | Team                                         | Motorrad | Rennen | Siege | Zweiter | Dritter | Poles | Schn. Runden | Punkte | Ergebnis |
| ------ | -------------------------------------------- | -------- | ------ | ----- | ------- | ------- | ----- | ------------ | ------ | -------- |
| 2018   | Astra Honda Racing Team                      | Kalex    | 4      | –     | –       | –       | –     | –            | 19     | 17.      |
| 2019   | Team Stylobike                               | Kalex    | 7      | –     | –       | –       | –     | –            | 22     | 18.      |
| 2020   | Team Stylobike Euvic Good Racing             | Kalex    | 6      | –     | –       | –       | –     | –            | 49     | 12.      |
| 2021   | Pertamina Mandalika SAG Stylobike Euvic Team | Kalex    | 8      | –     | –       | –       | –     | –            | 42     | 13.      |
| 2022   | Pertamina Mandalika SAG Stylobike Euvic Team | Kalex    | 11     | –     | –       | –       | –     | –            | 62     | 9.       |
| 2023   | Fau55 Euvic Racing                           | Kalex    | 8      | –     | –       | –       | –     | –            | 37     | 13.      |
| Gesamt | Gesamt                                       | Gesamt   | 49     | 0     | 0       | 0       | 0     | 0            | 211    |          |

### In der Supersport-Weltmeisterschaft
(Stand: 16. Juni 2024)
| Saison | Team                            | Motorrad           | Rennen | Siege | Zweiter | Dritter | Poles | Schn. Runden | Punkte | Ergebnis |
| ------ | ------------------------------- | ------------------ | ------ | ----- | ------- | ------- | ----- | ------------ | ------ | -------- |
| 2024   | Ecosantagata Althea Racing Team | Ducati Panigale V2 | 6      | –     | –       | –       | –     | –            | 5      | 27.      |
| Gesamt | Gesamt                          | Gesamt             | 6      | 0     | 0       | 0       | 0     | 0            | 5      |          |